# Bioelektricitet
Bioelektricitet är den elektricitet som genereras av levande organismer genom naturliga elektrokemiska processer. Fenomenet förekommer hos vissa djur, som elrocken och elelfiskar, men även i växter och mikroorganismer.
| Organism               | Spänning  | Användning               |
| ---------------------- | --------- | ------------------------ |
| Elrocke                | 50–200 V  | Självförsvar och jakt    |
| Elelfisk               | 300–600 V | Bedövning av byten       |
| Bakterier (Shewanella) | 0,1–0,5 V | Biologiska bränsleceller |

Bioelektricitet har potential för medicinska tillämpningar, som bioelektronika implantat, och för grön energi genom mikrobiella bränsleceller. Forskning fokuserar på att utnyttja dessa processer för hållbara teknologier.